# Batchelor Hill
Batchelor Hill är en kulle i Kanada.   Den ligger i provinsen British Columbia, i den södra delen av landet, 3 300 km väster om huvudstaden Ottawa. Toppen på Batchelor Hill är 697 meter över havet, eller 30 meter över den omgivande terrängen. Bredden vid basen är 0,48 km.
Terrängen runt Batchelor Hill är huvudsakligen kuperad, men österut är den bergig. Närmaste större samhälle är Kamloops, 10,2 km sydost om Batchelor Hill. 
Runt Batchelor Hill är det i huvudsak tätbebyggt. Runt Batchelor Hill är det ganska tätbefolkat, med 248 invånare per kvadratkilometer.